# Sorotacta
Sorotacta is een geslacht van vlinders van de familie tastermotten (Gelechiidae).

## Soorten
- S. bryochlora Meyrick, 1922
- S. viridans Meyrick, 1914